# Cursa de llançadora
La cursa de llançadora, també anomenada test de Léger, course Navette o test de resistència cardiorrespiratòria, és una prova de carrera a peu que permet avaluar l'aptitud física aeròbica d'un subjecte, especialment el seu consum màxim d'oxigen (VO₂max) i la seva velocitat màxima aeròbica (vVO₂max). Consisteix a efectuar una sèrie d'anades i tornades (realitzant un canvi de sentit al ritme indicat per un senyal sonor) entre dues línies separades per 20 metres a una velocitat creixent en 0,5 km/h cada minut. El moment que l'individu abandona la prova per esgotament és el que indica la seva resistència cardiorrespiratòria. La prova fou ideada pel canadenc Luc Léger.

## Desenvolupament de la cursa
La cursa de llançadora tracta d'un test d'aptitud cardiorrespiratòria que el subjecte comença la prova a una velocitat de 7km per hora, que va creixent a un ritme d'un km per hora cada dos minuts. L'indidivu ha de desplaçar-se d'un punt a un altre situat a 20 metres de distància i fent el canvi de sentit al ritme indicat per un senyal sonor que va accelerant-se progressivament. El moment en què l'individu interromp la prova és el que indica la seva resistència cardiorrespiratòria. Són 21 períodes d'1 minut cadascun. El nombre de rectes de cada període i mig període ve donat per la següent taula.
| Període | Rectes | Rectes acumulades |
| ------- | ------ | ----------------- |
| 0       | 0      | 0                 |
| 0,5     | 4      | 4                 |
| 1       | 3      | 7                 |
| 1,5     | 4      | 11                |
| 2       | 4      | 15                |
| 2,5     | 4      | 19                |
| 3       | 4      | 23                |
| 3,5     | 4      | 27                |
| 4       | 4      | 31                |
| 4,5     | 5      | 36                |
| 5       | 4      | 40                |
| 5,5     | 5      | 45                |
| 6       | 4      | 49                |
| 6,5     | 6      | 55                |
| 7       | 4      | 59                |
| 7,5     | 6      | 65                |
| 8       | 4      | 69                |
| 8,5     | 6      | 75                |
| 9       | 4      | 79                |
| 9,5     | 6      | 85                |
| 10      | 5      | 90                |
| 10,5    | 6      | 96                |
| 11      | 5      | 101               |
| 11,5    | 7      | 108               |
| 12      | 5      | 113               |
| 12,5    | 7      | 120               |
| 13      | 5      | 125               |
| 13,5    | 7      | 132               |
| 14      | 6      | 138               |
| 14,5    | 7      | 145               |
| 15      | 6      | 151               |
| 15,5    | 7      | 158               |